# هیروشی نانامی
هیروشی نانامی (به انگلیسی: Hiroshi Nanami) بازیکن فوتبال اهل ژاپن و عضو تیم ملی فوتبال ژاپن است که در تاریخ ۰۶ اوت ۱۹۹۵ میلادی اولین بازی ملی‌اش را انجام داد. او در ۶۷ بازی ملی حضور داشت و آخرین بازی ملی خود را در تاریخ ۲۵ آوریل ۲۰۰۱ میلادی انجام داد. هیروشی نانامی در بازی‌های ملی‌اش
۹ گل به ثمر رساند.